# Pelargonium karooicum
Pelargonium karooicum är en näveväxtart som beskrevs av Robert Harold Compton och Barnes. Pelargonium karooicum ingår i släktet pelargoner, och familjen näveväxter. Inga underarter finns listade i Catalogue of Life.